# Scambus eucosmidarum
Scambus eucosmidarum är en stekelart som först beskrevs av Perkins 1957.  Scambus eucosmidarum ingår i släktet Scambus och familjen brokparasitsteklar. Arten är reproducerande i Sverige. Inga underarter finns listade i Catalogue of Life.